# Goneccalypsis
Goneccalypsis är ett släkte av tvåvingar. Goneccalypsis ingår i familjen rovflugor.
Kladogram enligt Catalogue of Life:
| Goneccalypsis | \| \| Goneccalypsis argenteoviridis \| \| \| \| \| \| Goneccalypsis gooti \| \| \| \| \| \| Goneccalypsis lucida \| \| \| \| \| \| Goneccalypsis montanus \| \| \| \| |
|               | \| \| Goneccalypsis argenteoviridis \| \| \| \| \| \| Goneccalypsis gooti \| \| \| \| \| \| Goneccalypsis lucida \| \| \| \| \| \| Goneccalypsis montanus \| \| \| \| |
|               | Goneccalypsis argenteoviridis |
|               | |
|               | Goneccalypsis gooti |
|               | |
|               | Goneccalypsis lucida |
|               | |
|               | Goneccalypsis montanus |
|               | |